# Next.js
Next.js е софтуерна програмна платформа за разработка на React (JavaScript) софтуерни приложения, която е с отворен код и е изградена върху Node.js. Тя позволява базирани на React функционалности на уеб приложения, но има някои практически преимущества, давайки повече възможности в програмирането. В документацията на React е включена платформата Next.js сред „Препоръчителните вериги инструменти“, като има възможност за изобразяване от страна на сървъра и генериране на статични уебсайтове. Също така там се съветват разработчиците като решение при "изграждане на уебсайт, изобразен от сървър с Node.js". Традиционните приложения на React изобразяват цялото си съдържание в браузъра на страната на клиента. Next.js се използва за разширяване на тази функционалност, за да включва приложения, изобразявани от страна на сървъра .
Next.js е търговска марка  (по-рано наречена ZEIT), която поддържа и ръководи разработването на платформата с отворен код.